# Final da Copa do Mundo FIFA de 1958
A Final da Copa do Mundo FIFA de 1958 foi disputada em 29 de junho no Estádio Råsunda, na cidade de Solna na Suécia, entre a Seleção Sueca e a Seleção Brasileira. Foi a primeira vez que uma final de Copa do Mundo pôs frente a frente uma equipe europeia contra uma equipe sul-americana. Foi ainda a primeira vez que ambas as equipes chegaram a uma final de Copa do Mundo, já que em 1950 não houve uma final propriamente dita, e sim uma rodada final de um quadrangular.
Ao final dos 90 minutos, o Brasil derrotou a equipe anfitriã por 5–2, e se tornou pela primeira vez campeão do mundo de futebol. Desta forma, essa foi a primeira vez — e por enquanto única — que a equipe anfitriã foi derrotada numa Final de Copa do Mundo (já que em 1950 não houve uma final propriamente dita, e sim uma rodada final de um quadrangular), e também a única vez que uma equipe europeia não conquistou uma Copa do Mundo disputada na Europa.
Esta partida detém o recorde de mais gols marcados em uma final de Copa do Mundo (sete gols), e os três gols de diferença pra equipe vencedora fazem esta partida dividir o recorde de vitória com maior margem de gols em uma final de Copa do Mundo (as outras finais com três gols de diferença foram a de 1970 e a de 1998. Curiosamente, nas três o Brasil estava presente). Além destes, esta partida ainda detém o recordes de "jogador mais jovem a marcar gol em uma final de Copa do Mundo (Pelé, com 17 anos e 249 dias)" e "jogador mais velho a marcar gol em uma final de Copa do Mundo (Nils Liedholm, com 35 anos e 263 dias)".

## Antecedentes
As Seleções do Brasil e da Suécia se enfrentaram em dois jogos oficiais das equipes nacionais adultas antes de jogarem a final da Copa do Mundo de 1958. Curiosamente, os dois compromissos anteriores entre as duas equipes eram válidos pela Copa do Mundo. A de 1938, na França, decidiu o terceiro lugar na Copa do Mundo, enquanto a de 1950 fazia parte do local final com o qual o campeão foi definido.
| Partida           | Encontros Anteriores em Copas do Mundo | Encontros Anteriores em Copas do Mundo | Encontros Anteriores em Copas do Mundo | Encontros Anteriores em Copas do Mundo | Encontros Anteriores em Copas do Mundo |
| Partida           | Edição                                 | Fase                                   | Local                                  | Resultado                              | Ref.                                   |
| ----------------- | -------------------------------------- | -------------------------------------- | -------------------------------------- | -------------------------------------- | -------------------------------------- |
| Brasil vs. Suecia | 1938                                   | Disputa de 3º lugar                    | Burdeos                                | Brasil 4:2 Suécia                      | [ 1 ]                                  |
| Brasil vs. Suecia | 1950                                   | Quadrangular final                     | Rio de Janeiro                         | Brasil 7:1 Suécia                      | [ 2 ]                                  |

## Caminho até a Final
| Grupo G         | J | V | E | D | GP | GC | SG | Pts |
| --------------- | - | - | - | - | -- | -- | -- | --- |
| Brasil          | 3 | 2 | 1 | 0 | 5  | 0  | +5 | 5   |
| União Soviética | 4 | 2 | 1 | 1 | 5  | 4  | +1 | 5   |
| Inglaterra      | 4 | 0 | 3 | 1 | 4  | 5  | –1 | 3   |
| Áustria         | 3 | 0 | 1 | 2 | 2  | 7  | –5 | 1   |

| Grupo F       | J | V | E | D | GP | GC | SG | Pts |
| ------------- | - | - | - | - | -- | -- | -- | --- |
| Suécia        | 3 | 2 | 1 | 0 | 5  | 1  | +4 | 5   |
| País de Gales | 4 | 1 | 3 | 0 | 4  | 3  | +1 | 5   |
| Hungria       | 4 | 1 | 1 | 2 | 7  | 5  | +2 | 3   |
| México        | 3 | 0 | 1 | 2 | 1  | 8  | –7 | 1   |

## Partida

### Pré-jogo
O árbitro principal foi o francês Maurice Guigue (o segundo francês, até o momento, a dirigir a partida decisiva para a conquista do título depois de Georges Capdeville, em 1938), o Assistente 1 foi o alemão Albert Dusch e o Assistente 2 foi o espanhol Juan Gardeazabal.
Em 27 de junho, dois dias antes da final, foi realizado o sorteio das camisas da final, já que ambas as seleções usavam a jaqueta amarela com shorts azuis como primeiro uniforme. Desapontados, os representantes da delegação brasileira não compareceram ao sorteio por considerarem um gesto de descortesia impedir que os visitantes mantivessem o seu uniforme principal.
O sorteio definiu que a Suécia jogaria com o primeiro uniforme. Restava aos brasileiros definirem que cor de uniforme usariam naquele dia 28 de junho: branco, verde ou azul. O branco foi reprovado por maioria absoluta por ter sido a cor da camiseta símbolo do Maracanaço. O azul foi aprovado por todos por ser a cor do manto de Nossa Senhora Aparecida, a padroeira do Brasil. Porém, as camisas azuis levadas pela delegação já tinham sido utilizadas em treinos e não parecia digno utilizá-las em uma final. Com isso, eles tiveram que ir a uma loja de roupas sueca situada nos arredores do hotel onde os brasileiros estavam hospedados para comprá-las, e depois costurar os escudos da CBD.
O Brasil obteve uma proibição da FIFA para a Suécia de empregar líderes de torcida à margem na final porque, de acordo com os sul-americanos, eles proporcionavam uma vantagem injusta aos anfitriões.
O desfalque nesta partida foi apenas do lado brasileiro. Na lateral direita, De Sordi, contundido, deu lugar a Djalma Santos, que pela sua única atuação foi eleito o lateral da Copa.

### Resumo

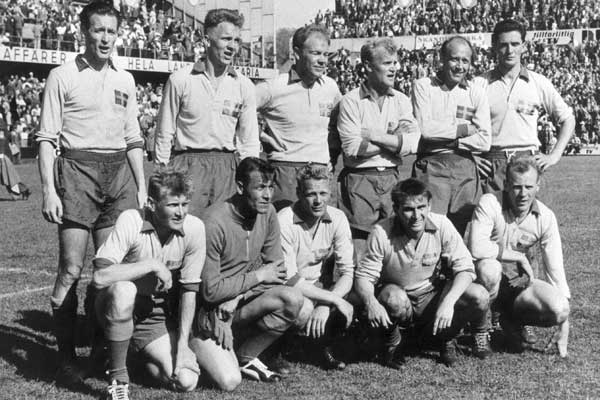
Os 11 suecos antes da partida.

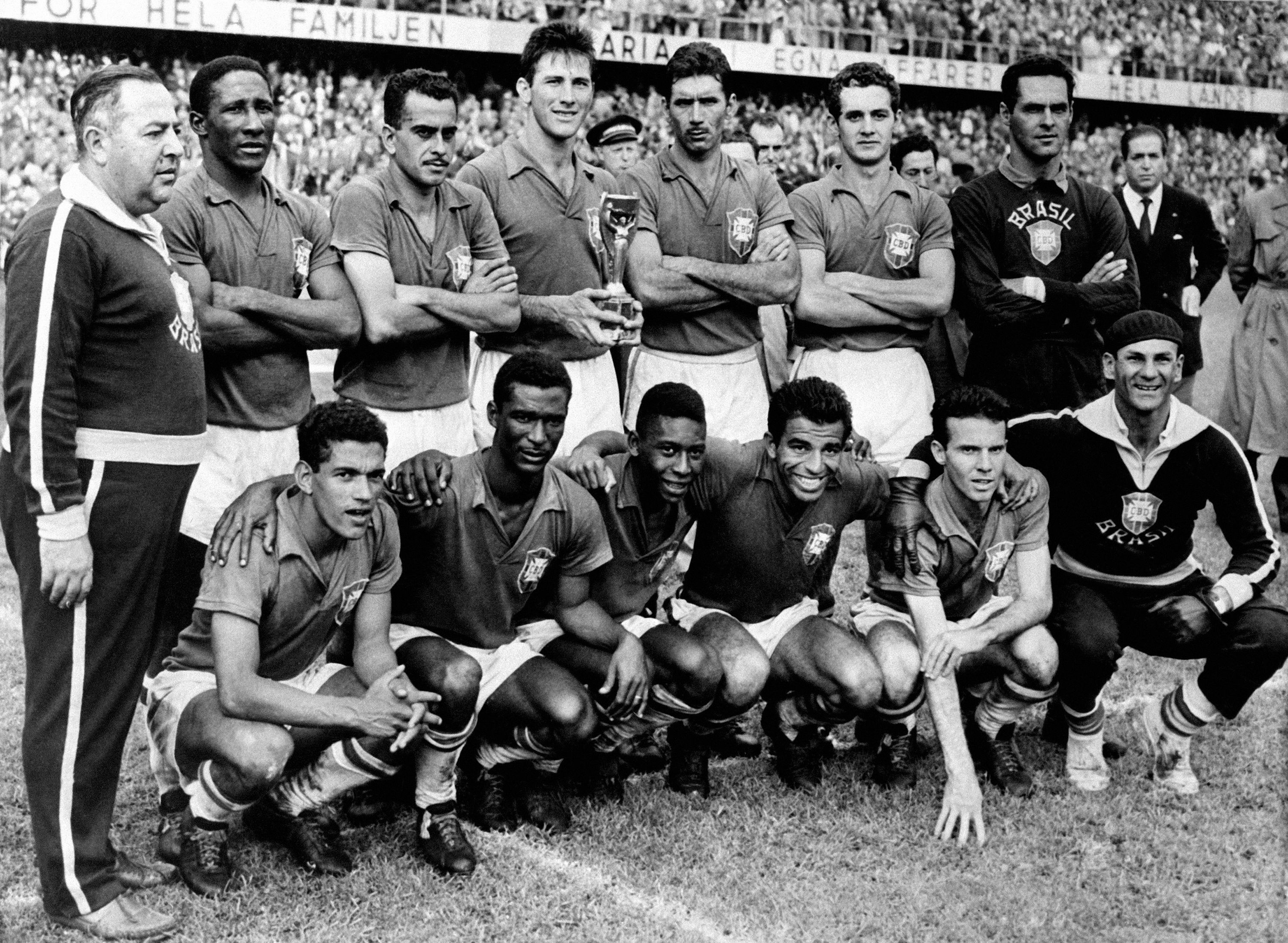
Os 11 do Brasil antes da partida.

A final foi disputada no Estádio Råsunda entre Brasil e Suécia em frente a um público de 49 737 pessoas. 
A Seleção Brasileira disputou todos os jogos anteriores com a camisa amarelinha, mas na final teve pela frente a Suécia, também amarela. O sorteio determinou que os donos da casa jogariam com a camisa principal. Então, o chefe da delegação, Paulo Machado de Carvalho, comprou um jogo de camisas azuis na véspera e mandou bordar o escudo da CBD e os números amarelos.
Os jogadores ficaram preocupados, mas Paulo motivou o time dizendo que eles seriam campeões usando a cor do manto de Nossa Senhora Aparecida, padroeira do Brasil. E acabaram, de fato, sendo.

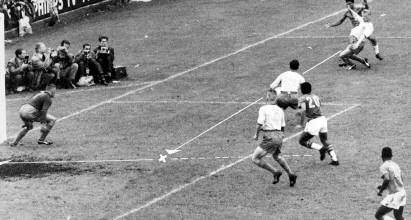
Vavá e Garrincha no primeiro gol do Brasil na partida. Os suecos saíram na frente, mas Vavá virou o jogo e a seleção aplicou uma goleada de 5–2 no adversário.

Mesmo jogando contra a torcida, o Brasil entrou como favorito. Para esta partida, o técnico Vicente Feola foi obrigado a fazer uma substituição. Na lateral-direita, Nílton De Sordi, contundido, deu lugar a Djalma Santos, que pela sua única atuação foi eleito o lateral da Copa.
Acostumados a jogar de amarelo, os brasileiros, nos primeiros minutos da partida, erraram alguns passes por confundirem companheiros de equipe com os suecos. Isso permitiu que, logo aos 4 minutos, os suecos saíssem na frente com um gol de Nils Liedholm.
Este gol sueco que inaugurou o placar, porém, não abalou a equipe. Numa das cenas mais emblemáticas desta Copa, Didi, o Príncipe Etíope, certamente uma das peças mais importantes do time brasileiro, pegou a bola de dentro do gol brasileiro e, enquanto os suecos ainda comemoravam, foi calmamente andando com ela debaixo dos braços, lembrando a todos que o Botafogo, base daquela seleção, tinha dado uma goleada na Suécia, de forma que não ia ser a Seleção Brasileira que perderia pra eles.
Ainda na primeira etapa o Brasil virou: Garrincha, aberto na linha de fundo, cruzou para Vavá marcar duas vezes, aos 9 e aos 32 minutos, respectivamente. Antes do segundo gol, Pelé havia acertado a trave da Suécia.
No inicio do segundo tempo, Pelé deu um chapéu no zagueiro e quase marcou o terceiro do Brasil. Logo depois, aos 10 minutos, o jovem astro marcou um dos gols mais bonitos da história das Copas, fazendo 3–1 com direto a um chapéu no marcador Bengt Gustavsson. Jogando com autoridade e dominando a partida, o Brasil aumentou com Zagallo aos 23, transformando o placar em goleada. A Suécia chegou a diminuir com Agne Simonsson, aos 35, mas Pelé, aos 45 do segundo tempo, deu números finais a partida: goleada brasileira por 5–2.
Após o apito final, já comemorando o título, a Seleção Brasileira deu a tradicional volta olímpica carregando a bandeira sueca, em homenagem ao país sede.

### Estatísticas
| Geral               | Suécia | Brasil |
| ------------------- | ------ | ------ |
| Gols marcados       | 2      | 5      |
| Ataques             | 21     | 46     |
| Finalizações certas | 13     | 20     |
| Bolas na trave      | 0      | 2      |
| Escanteios          | 13     | 8      |
| Impedimentos        | 1      | 2      |
| Faltas cometidas    | 13     | 9      |

### Ficha técnica
| 29 de junho de 1958 | Brasil                                     | 5 – 2     | Suécia                      | Estádio Råsunda, Suécia                           |
| 15:00               | Vavá 9', 32' · Pelé 55', 90' · Zagallo 68' | Relatório | Liedholm 4' · Simonsson 80' | Público: 49 737 Árbitro: FRA Maurice Guigue (FFF) |

| Brasil | Suécia |

|               |    |               |  |
|               |    |               |  |
| G             | 3  | Gilmar        |  |
| LD            | 4  | Djalma Santos |  |
| Z             | 15 | Orlando       |  |
| Z             | 2  | Bellini       |  |
| LE            | 12 | Nílton Santos |  |
| V             | 19 | Zito          |  |
| V             | 6  | Didi          |  |
| PD            | 11 | Garrincha     |  |
| PE            | 7  | Zagallo       |  |
| A             | 20 | Vavá          |  |
| A             | 10 | Pelé          |  |
| Treinador:    |    |               |  |
| Vicente Feola |    |               |  |

|               |    |                  |  |
|               |    |                  |  |
| G             | 1  | Kalle Svensson   |  |
| LD            | 2  | Orvar Bergmark   |  |
| Z             | 6  | Sigge Parling    |  |
| Z             | 14 | Bengt Gustavsson |  |
| LE            | 3  | Sven Axbom       |  |
| V             | 15 | Reino Börjesson  |  |
| M             | 8  | Gunnar Gren      |  |
| M             | 4  | Nils Liedholm    |  |
| A             | 7  | Kurt Hamrin      |  |
| A             | 11 | Lennart Skoglund |  |
| A             | 9  | Agne Simonsson   |  |
| Treinador:    |    |                  |  |
| George Raynor |    |                  |  |

| Árbitros assistentes - Albert Dusch (DFB) - Juan Gardeazabal (RFEF) | Regras do jogo - 90 minutos - 30 minutos de prorrogação se necessário - Repetição se necessário - Não são permitidas substituições |

## Curiosidades
- Em 2012, o áudio original da transmissão da partida via rádio para o Brasil foi recuperada pela equipe do Museu da Imagem (MIS) do Rio de Janeiro a partir dos acetatos (espécie de disco de vinil) originais. Cerca de 25 minutos (parte do 1º tempo), porém, não foi possível de ser recuperada.[8]
- Em 2013, pela primeira vez, foram divulgadas imagens a cores da partida. A gravação feita pelo cinegrafista sueco Folke Wännströms foi achada e virou sucesso na web. O video possui cerca de sete minutos.[9]